# Карл Гогенлоэ-Лангенбургский
Карл Людвиг II цу Гогенлоэ-Лангенбургский (нем. Karl Ludwig zu Hohenlohe-Langenburg), полное имя — Карл Людвиг Вильгельм Леопольд, фюрст цу Гогенлоэ-Лангенбург (нем. Karl Ludwig Wilhelm Leopold Fürst zu Hohenlohe-Langenburg; 25 октября 1829, Лангенбург — 16 мая 1907, Зальцбург) — немецкий аристократ, 5-й князь Гогенлоэ-Лангенбург (12 — 21 апреля 1860), старший сын Эрнста I, князя Гогенлоэ-Лангенбурга, и его жены, принцессы Феодоры Лейнингенской.

## Ранняя жизнь
Карл Людвиг родился 25 октября 1829 года в Лангенбурге. Первенец Эрнста I, князя Гогенлоэ-Лангенбурга (1794—1860) сына Карла Людвига I, князя Гогенлоэ-Лангенбурга, и графини Амалии Сольмс-Барутской, и его жены, принцессы Феодоры Лейнингенской (1807—1862), дочери Эмиха Карла, 2-го князя Лейнингенского, и принцессы Виктории Саксен-Кобург-Заальфельдской. Его мать была единоутробной сестрой королевы Великобритании Виктории.

## Образование и военная карьера
После жизни в Дрездене и Готе для образовательных целей он учился три семестра в Университете Фридриха-Вильгельма в Берлине (1850—1851). Затем принц несколько лет провел в Лангенбурге, чтобы подготовиться к своей предстоящей роли в качестве князя. С 1848 года он имел чин офицера вюртембергской армии. В середине 1850-х годов Карл Людвиг служил в австрийской и вюртембергской армиях. С 1855 года почетный член Ордена Иоаннитов.

## Князь цу Гогенлоэ-Лангенбург
После смерти 12 апреля 1860 года своего отца Эрнста I Карл Людвиг унаследовал титул князя цу Гогенлоэ-Лангенбурга (нем. Fürst zu Hohenlohe-Langenburg). Но 21 апреля того же 1860 года он, собиравшийся вступить в морганатический брак, уже отказался от своего титула в пользу младшего брата Германа. Тем нем менее, Карл Людвиг сохранил за собой титул принца (нем. Prinz).
Принц Карл Людвиг Гогенлоэ-Лангенбург скончался 16 мая 1907 году в Зальцбурге и был похоронен на Зальцбургском городском кладбище.

## Брак и дети
22 февраля 1861 года принц Карл Людвиг в Париже женился морганатическим браком на Марии Гратволь (1837—1901), старшей дочери Георга Андреаса Гратволя и его жены, Фредерики Мейер. Его супруга получила от короля Вюртемберга титул баронессы фон Бронн. Этот титул стал наследственным для всех детей Карла Людвига и Марии Гратволь. У них было трое детей:
- Барон Карл фон Бронн (25 января 1862 — 28 сентября 1925). В 1911 году получил от императора Австро-Венгрии Франца-Иосифа I титул князя фон Вайкерсхайма за свои заслуги перед Австрийской империей[1]. В 1899 году он женился на графине Марии Чернин фон унд цу Чудениц. Его потомки получили право носить титулы графов и графинь фон Вайкерсхайм.
- Баронесса Виктория фон Бронн (8 января 1863 — 10 октября 1946), муж с 1879 года Эрнст Риттер фон Маннер унд Матцельсдорф
- Баронесса Беатрикс фон Бронн (14 октября 1868 — 17 апреля 1932).

## Титулы и стили
- 25 октября 1829 — 12 апреля 1860: Его Светлость принц Карл Людвиг Гогенлоэ-Лангенбург
- 12 апреля 1860 — 21 апреля 1860: Его Светлость князь Гогенлоэ-Лангенбург
- 21 апреля 1860 — 16 мая 1907: Его Светлость принц Карл Людвиг Гогенлоэ-Лангенбург.